# 朱莉娅·爱德华
朱莉娅·爱德华（英語：Julia Edward，1991年2月20日—），新西兰女子赛艇运动员。她曾代表新西兰参加世界赛艇锦标赛，获得二枚金牌。她也曾参加2012年夏季奥林匹克运动会。